# ریدلزوورت
ریدلزوورت (به انگلیسی: Riddlesworth) یک روستا و محله مدنی در بریتانیا است که در Breckland District واقع شده‌است. ریدلزوورت ۸٫۲۶ کیلومتر مربع مساحت و ۱۴۷ نفر جمعیت دارد.